# Colombar à face grise
Treron griseicauda
Espèce
Statut de conservation UICN

 LC  : Préoccupation mineure
Le Colombar à face grise (Treron griseicauda) est une espèce d'oiseaux de la famille des Columbidae.

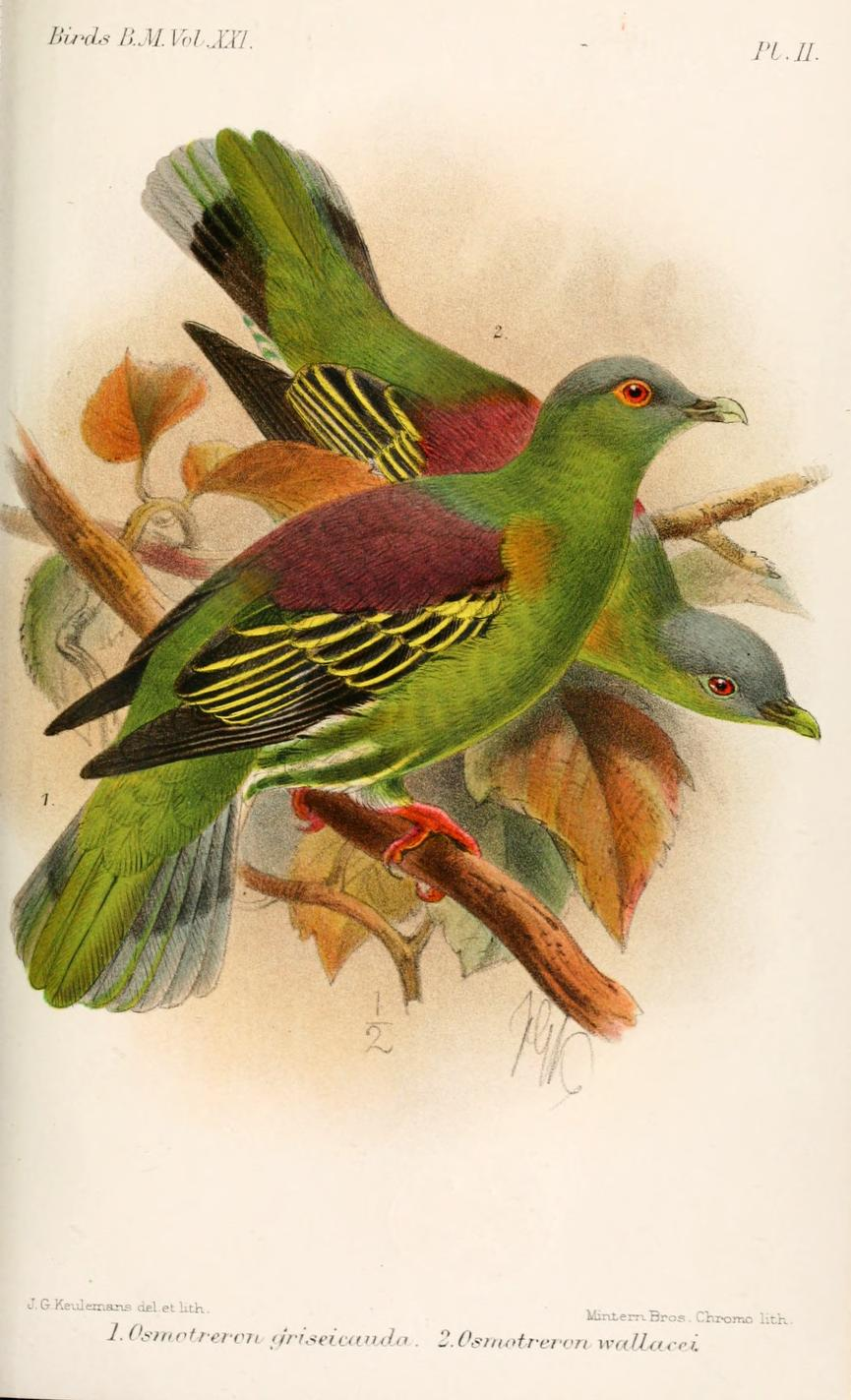
Illustration par John Gerrard Keulemans.

## Répartition et sous-espèces
Selon la classification de référence du Congrès ornithologique international (15.1, 2025) il se répartit en cinq sous-espèces (ordre phylogénique) :
- T. g. sangirensis Brüggermann, 1876 —  îles Sangihe et Talaud ;
- T. g. wallacei (Salvadori, 1893) — Célèbes, îles Banggai et Sula ;
- T. g. vordermanni Finsch, 1901 — îles Kangean ;
- T. g. pallidior (Hartert, 1896) — Tanah Jampea, Kalao et Kalaotoa ;
- T. g. griseicauda Bonaparte, 1855 — Java et Bali.